# Anteater
Anteater è un videogioco arcade messo in commercio nel 1982 dalla Tago Electronics (azienda di Grand Prairie della quale è noto solo un altro titolo, Calipso). Si tratta di un titolo di labirinto a schermata fissa, dove si controlla la lingua di un formichiere all'interno dei cunicoli di un formicaio.
Venne sviluppata una conversione per Atari 2600, che però non fu mai pubblicata per motivi non dichiarati. Non uscirono mai conversioni ufficiali di Anteater, tuttavia negli anni '80 vennero prodotti numerosi cloni per home computer, tra cui Aardvark, Ant-Eater, Ardy the Aardvark, Diamond Mine II e Oil's Well.

## Modalità di gioco
Anteater, in inglese formichiere, ha per protagonista questo animale, di cui il giocatore fa le veci e che rimane completamente immobile per tutta la durata della partita. Infatti occorre guidare la sua lingua all'interno di un vasto formicaio, dentro il quale tuttavia abitano oltre alle formiche altri insetti, appetibili e non. Il giocatore dovrà, in un lasso di tempo che copre idealmente ventiquattro ore (in realtà pochi minuti di tempo reale), rappresentato dal sorgere e tramontare del sole sullo sfondo, riuscire a espugnare il cuore del formicaio raggiungendo con la lingua le due regine, posizionate esattamente sul fondo della struttura. Per spingersi fino ad esse, la lingua del formichiere sarà costretta a piegarsi e curvare in più direzioni, incontrando sul suo cammino i detti vari ospiti della tana. Se però l'operazione risulta troppo lenta e il sole tramonta, il formichiere lascerà automaticamente la postazione, e la partita sarà perduta.

### Gli insetti
Il formichiere può mangiare gli insetti che circolano nei cunicoli del formicaio passandovi sopra con la lingua. Per le formiche e gli scarabei non sorge problema alcuno riguardo alla modalità di cattura; invece per i bruchi è necessaria una presa posteriore, in quanto la testa risulta velenosa; pertanto vanno aggirati. I ragni sono invece solo nocivi e vanno evitati. Da sottolineare il fatto che qualsiasi insetto vada a toccare la lingua in una zona che non corrisponde alla punta provoca una puntura dolorosa al formichiere, la perdita di una vita e una interruzione della partita, che riprende stante la situazione sviluppata fino ad allora, ma ricominciando la discesa della lingua nel formicaio dal principio. Pertanto il giocatore sarà tanto più abile quanto saprà calcolare le distanze tra i vari insetti che periodicamente transitano sottoterra e i tempi necessari per allungare o ritrarre la lingua a seconda delle esigenze. La cattura di molti insetti, in particolare degli scarabei, comporta un progressivo accumulo di punti che può determinare l'aggiunta di una vita extra.